# Rzepicha ziemnowodna

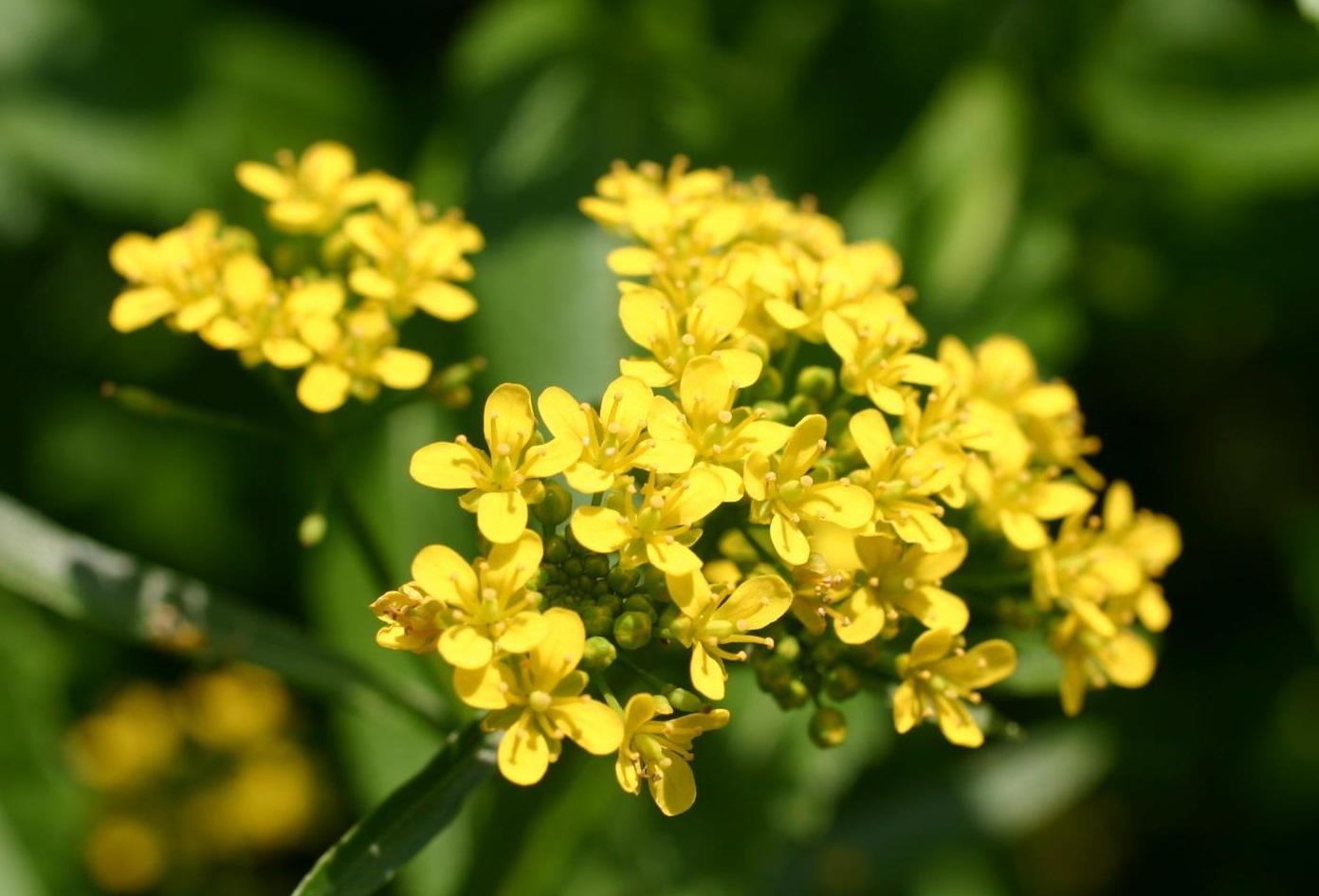
Kwiaty

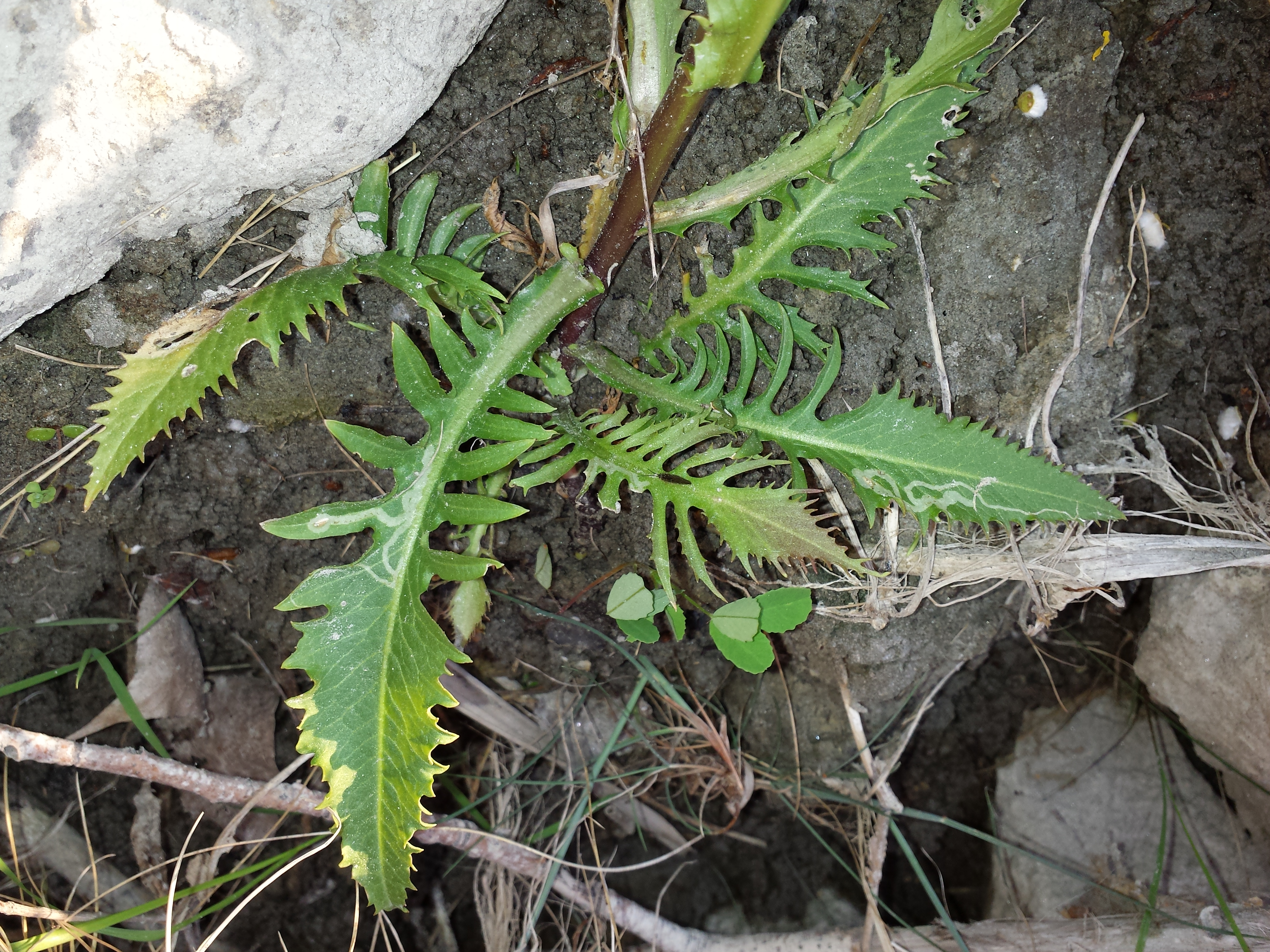
Liście rzepichy ziemnowodnej

Rzepicha ziemnowodna (Rorippa amphibia (L.) Besser) – gatunek rośliny z rodziny kapustowatych. Występuje na terenie prawie całej Europy, w Azji i Afryce, zawleczona na inne kontynenty. Zasiedla płytkie wody przybrzeżne i wilgotne brzegi zbiorników.

## Rozmieszczenie geograficzne
Rodzimy obszar występowania to niemal cała Europa, znaczna część Azji (Azja Zachodnia, Kaukaz, Syberia, Kazachstan) oraz Afryka Północna (Algieria). Jako gatunek zawleczony występuje także w Nowej Zelandii i w Ameryce Północnej (Kanada, USA). W Polsce występuje na całym niżu.

## Morfologia
ŁodygaKłącze płożące i zakorzeniające się. Łodyga u dołu pokładająca się, poza tym prosto wzniesiona, dęta, bruzdkowana. Dorasta do 1 m, wyjątkowo do 1,5 m wysokości. Wytwarza liczne podwodne lub naziemne rozłogi.
LiścieŻółtawozielone. Liście dolne są silnie podzielone, te znajdujące się pod wodą na liczne, nitkowate odcinki, te nad wodą na szersze segmenty. Rzadko są lirowate. Im wyżej na łodydze tym mniej podzielone. Liście środkowe są zwykle głębiej ząbkowane. Górne niepodzielone, karbowano-piłkowane, lancetowate. Dolne i średnie na dość długich ogonkach, oskrzydlone, o nasadach bez uszek. Górne prawie siedzące, z nasadami o niewielkich uszkach.
KwiatyŻółte, drobne, na długich szypułkach, wyrastają w gronach w górnej części łodygi. Płatki korony długości 4–5 mm. Działki kielicha lekko odstające, eliptyczne, długości 2–2,5 mm.
OwoceElipsowate łuszczyny, ponad 2 razy krótsze od szypułek (mają 3-6(7) mm długości i 1–3 mm grubości). Na szczycie z ponad 2 razy krótszą od nich szyjką (do 2,5 mm długości).

## Biologia i ekologia
Bylina, hemikryptofit, helofit. Okres kwitnienia: od czerwca do września. Kwiaty są obupłciowe, pręciki dojrzewają równocześnie ze słupkiem. Roślina owadopylna lub samopylna. Podczas długotrwałych deszczów kwiaty zamykają się i wówczas następuje ich samozapylenie. 
Rośnie głównie na podmokłych brzegach wód, również w płytkiej, przybrzeżnej strefie wodnej. Bardzo często rośnie w zbiornikach wodnych o dużych zmianach poziomu wody i okresowo wysychających, np. w starorzeczach, dołach potorfowych, kanałach melioracyjnych. Spotykana także w wolno płynących rzekach. Na zimę nadziemna część rośliny obumiera, ale przezimowują jej kłącza i młode roślinki na dnie wody. Rozwija się na podłożu mineralno-organicznym. Często tworzy zwarte fitocenozy. Jest gatunkiem charakterystycznym dla All. Phragmition i Ass. Oenantho-Rorippetum.